# Kanton Combronde
Combronde is een voormalig kanton van het Franse departement Puy-de-Dôme. Het kanton maakte deel uit van het arrondissement Riom. Het werd opgeheven bij decreet van 21 februari 2014, met uitwerking op 22 maart 2015. Alle gemeenten werden opgenomen in het nieuwe kanton Saint-Georges-de-Mons.

## Gemeenten
Het kanton Combronde omvatte de volgende gemeenten:
- Beauregard-Vendon
- Champs
- Combronde (hoofdplaats)
- Davayat
- Gimeaux
- Jozerand
- Montcel
- Prompsat
- Saint-Hilaire-la-Croix
- Saint-Myon
- Teilhède
- Yssac-la-Tourette